# UNIFAC-Konsortium
Das UNIFAC-Konsortium wurde an der Carl-von-Ossietzky-Universität Oldenburg am Lehrstuhl für Technische Chemie von Jürgen Gmehling gegründet, um private Unternehmen einzuladen, die Weiterentwicklung der Gruppenbeitragsmethoden UNIFAC und dessen Nachfolgern zu unterstützen. Die Methoden dienen im Wesentlichen der Abschätzung von thermodynamischen Eigenschaften, speziell der Vorhersage von Phasengleichgewichten.
Das UNIFAC-Konsortium ist ein erfolgreiches Beispiel für die Unterstützung einer öffentlichen Institution durch private Geldgeber.

## Geschichte
Das UNIFAC-Industriekonsortium wurde 1997 gegründet, als abzusehen war, dass die öffentliche Förderung der Modellentwicklung nicht fortgesetzt würde. Da UNIFAC und der Nachfolger, mod. UNIFAC (Dortmund), bereits in größerem Umfang in der Industrie in den Bereichen Prozesssimulation und Prozesssynthese eingesetzt wurde, gab es deutliche Hinweise aus den Abteilungen für Forschung und Entwicklung dieser Unternehmen für die Bereitschaft zur Unterstützung dieses Konsortiums.
Das Konsortium wird (Stand September 2008) von mehr als 40 Unternehmen unterstützt, darunter AkzoNobel, Arkema, BASF, Ciba, Cognis, Dow, DSM, DuPont, Eastman, Evonik, ExxonMobil, GlaxoSmithKline, Hoffmann-La Roche, LyondellBasell, Mitsui Chemicals, Mitsubishi Chemicals, Repsol YPF, Rhodia, SABIC, Shell, Sasol, Sumitomo Chemical und Wacker Chemie. Neben diesen großen Unternehmen sind auch einige kleinere Ingenieursunternehmen und Hochschulgruppen Mitglied des Konsortiums.
Eine besondere Rolle kommt dem Unternehmen DDBST GmbH zu. Dieses stellt die Dortmunder Datenbank (DDB) sowie einiges an Software kostenlos zur Verfügung. Die DDB, eine Faktendatenbank für thermodynamische Daten, insbesondere Phasengleichgewichten, ist die wichtigste Arbeitsgrundlage des Konsortiums.

## Ziele des Konsortiums
Die Arbeit des Konsortiums besteht im Wesentlichen aus
- der Erstellung neuer und der Verbesserung alter Modellparameter
- der Messung von experimentellen Daten (teilweise in Eigenregie, teilweise durch Auftragsvergabe)
- der Abhaltung eines jährlichen Sponsorentreffens

Zum Beispiel hat das Konsortium bisher 404 Wechselwirkungsparameter des UNIFAC-Modells gegenüber der letzten Veröffentlichung geändert und ergänzt.

Wechselwirkungsparameter des UNIFAC-Modells
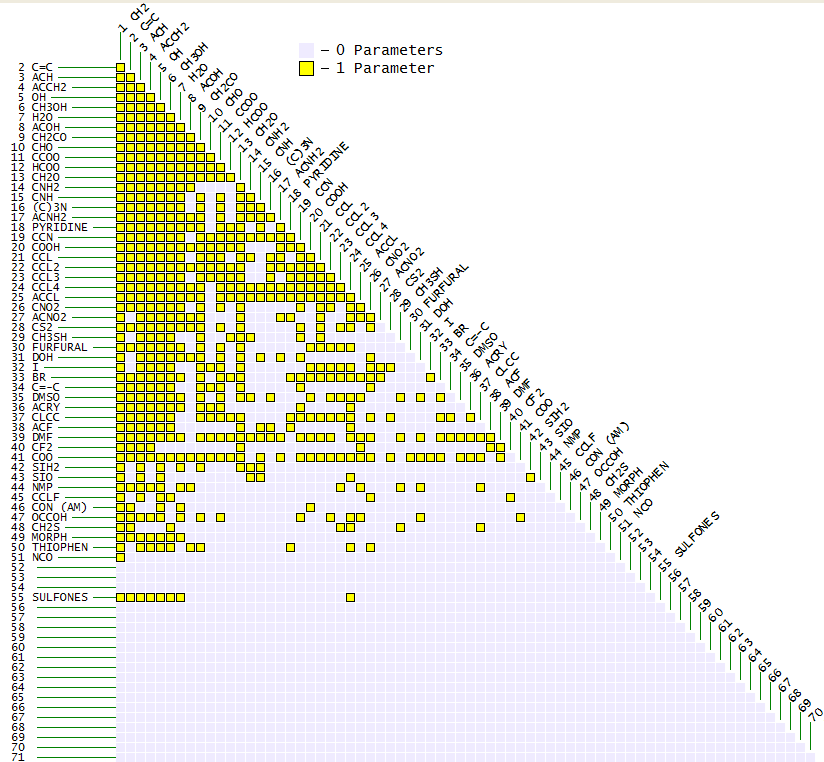
Letzte veröffentlichte Parameter
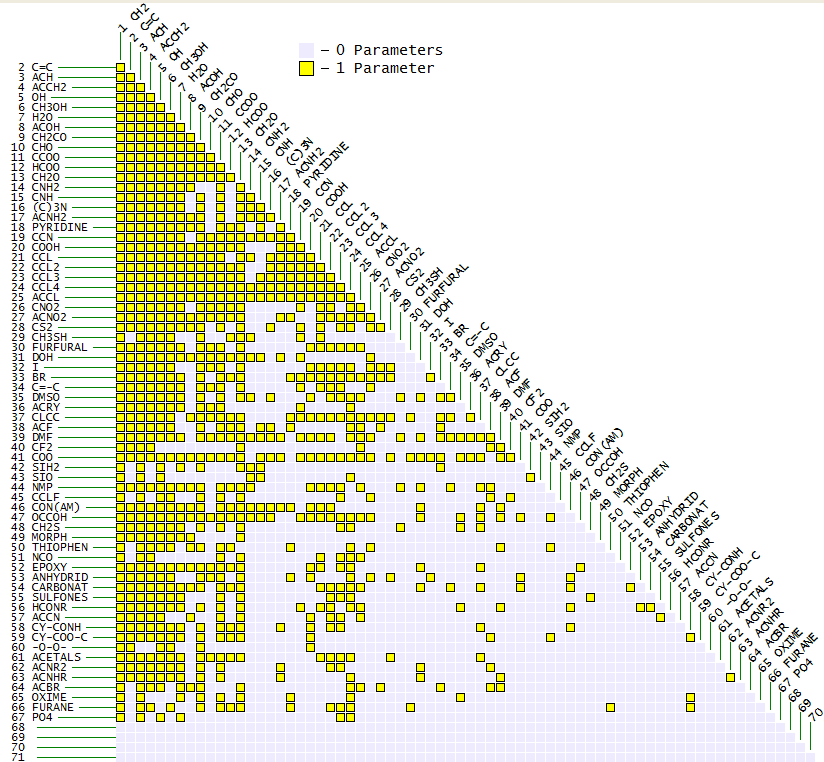
UNIFAC-Konsortiums-Parameter September 2008
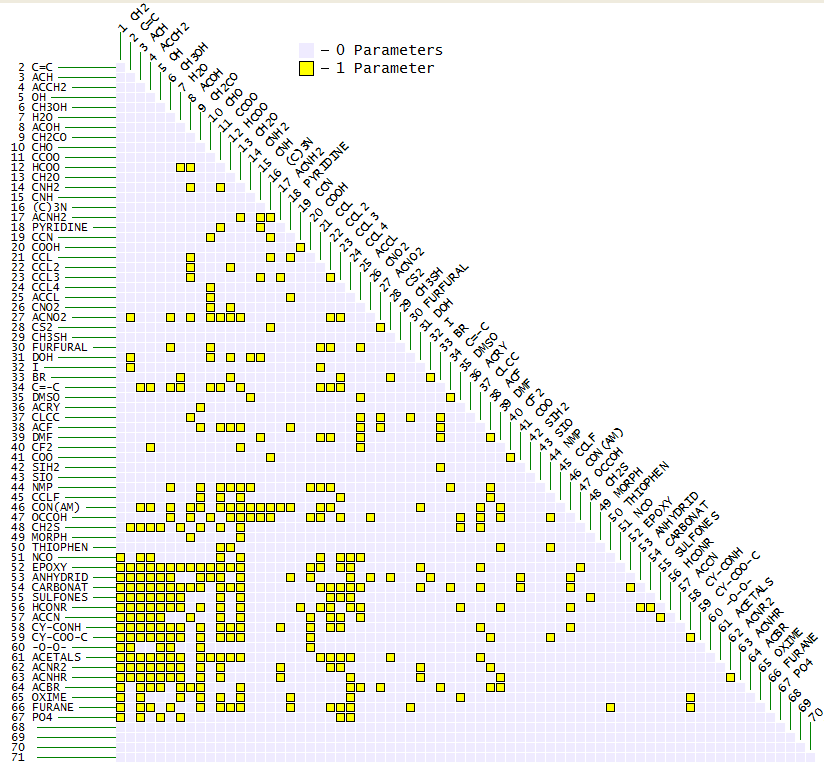
Im UNIFAC-Konsortium geänderte oder ergänzte Parameter

Die Hauptziele sind die
- Verbesserung des Vorhersagequalität,
- Anwendbarkeit der Modelle zu verbessern. Dies schließt insbesondere die Unterstützung für weitere Komponenten mit neuen funktionellen Gruppen ein.
- die Parameter für Prozesssimulationssoftware und die DDB-Software zur Verfügung zu stellen (nur für Konsortiumsmitglieder)

Die im Konsortium erstellten Parameter sind vertraulich und für zweieinhalb Jahre nach der ersten Auslieferung nur Mitgliedern zugänglich. Nach dieser Zeit kann die Universitätsarbeitsgruppe die Parameter veröffentlichen.

## Unterstützte Modelle
Das UNIFAC-Konsortium entwickelt Parameter für drei Modelle:
1. modified UNIFAC (Dortmund)[2]
2. originales UNIFAC[3][4]
3. PSRK[5] (seit 2005).

Beide UNIFAC-Modelle berechnen Aktivitätskoeffizienten, PSRK hingegen ist eine Kombination aus einem leicht modifizierten UNIFAC mit einer Zustandsgleichung.